# Abigail Johnson
Dit overzicht is mogelijk incompleet; u kunt helpen door het uit te breiden.

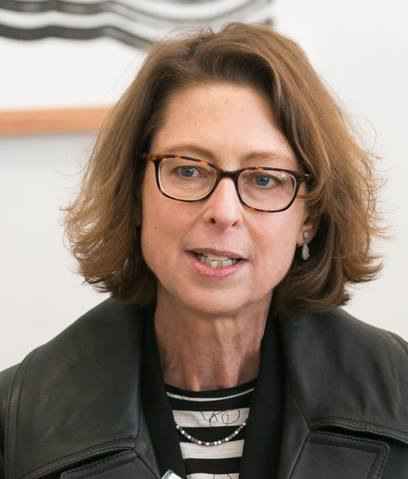
Abigail Johnson

Abigail Johnson (Boston, 19 december 1961) is een Amerikaanse zakenvrouw.
Ze is de kleindochter van Edward C. Johnson II, die in 1946 de investeringsmaatschappij Fidelity Investments oprichtte. In 1984 studeerde ze af als Bachelor of Arts in kunstgeschiedenus aan Hobart and William Smith Colleges. Vervolgens behaalde ze een MBA aan de Harvard Business School. In 1988 begon ze te werken voor Fidelity Investments en in 2014 volgde ze haar vader Edward Johnson III op als CEO. Na het overlijden van haar vader in 2022 bezat Johnson ongeveer 28,5% van de aandelen van Fidelity Investments. Op de lijst van zakenblad Forbes van de rijkste personen ter wereld in 2024 was Johnson de op negen na rijkste vrouw ter wereld met een geschat netto vermogen van 29 miljard dollar.